# Hinterthurgau

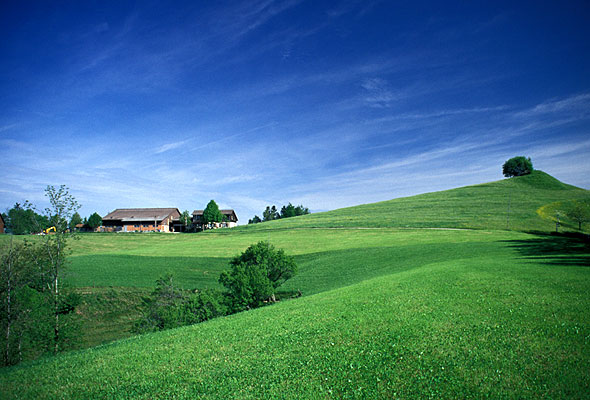
Bauernhof bei Rotbühl im Tannzapfenland

Die geografische Region Hinterthurgau liegt im schweizerischen Kanton Thurgau. Sie bildet den südlichsten Teil des Kantons und deckt sich in etwa mit dem politischen Bezirk Münchwilen. Dieser ist 155,86 km² gross, liegt zwischen beiden Zentrumregionen Wil und Winterthur und ist die Heimat von rund 40'000 Menschen.
Im Volksmund und in der Tourismuswerbung wird der höhergelegene südlichste Teil des Hinterthurgaus – zwischen Bichelsee, Oberwangen und dem Dreikantonestein – wegen der grossen Nadelwälder auch Tannzapfenland genannt. Als Wirtschaftsregion wurde der Hinterthurgau von 2009 bis 2016 als Südthurgau vermarktet.